# Eldar Kouliev (réalisateur, 1941)
Pour les articles homonymes, voir Eldar Kouliev.
Eldar Tofik Kouliev (aussi Eldar Guliyev ou Eldar Quliyev, en russe : Кулиев, Эльдар Тофик оглы), né le 18 janvier 1941 à Bakou (Union soviétique, maintenant Azerbaïdjan) et mort le 16 avril 2021, est un réalisateur, scénariste, acteur et pédagogue soviétique et azéri.

## Biographie
Eldar Kouliev est fils du compositeur, pianiste et chef d'orchestre Tofik Kouliyev.
Il étudie de 1960 à 1966 au VGIK, l'Institut national de la cinématographie, à Moscou, dans la classe de Sergueï Guerassimov et suit les cours de Iouri Guenik (1893 - 1965). À partir de 1967, il réalise, aux studios Azerbaïdjanfilm, des films de fiction et des documentaires et écrit quelques scénarios. Il est professeur de cinéma à l'université d'État de la Culture et des Arts d'Azerbaïdjan.
En 1967, Eldar Kouliev écrit et réalise son premier court métrage, Biri vardı, biri yoxdu... (az).
Parmi ses longs métrages les plus connus figurent Babek (1979), un film épique sur le héros national perse Babak Khorramdin et qui a été vendu dans 52 pays ainsi que Nizami (1982), un film sur le poète de langue persane Nizami dont il a écrit également le scénario.
Sa fille, Nərminə Kouliyeva, est scénariste.

## Filmographie partielle
Eldar Kouliev a réalisé vingt-trois films[Quand ?][réf. nécessaire].
- 1969 : Dans une ville du Sud (Bir cənub şəhərində)
- 1970 : Rythmes d'Abseron (film, 1970) (ru)
- 1971 : L'Entretien le plus important (az)
- 1972 : Félicitations les filles ! (ru)
- 1973 : Vent favorable (az)
- 1976 : Ürak...ürak... (az) (Ürək... Ürək...)
- 1977 : Sevinc buxtasi (az) (aussi scénariste)  (Sevinc buxtası)
- 1979 : Babek (Babək)
- 1982 : Nizami (aussi scénariste) (Nizami)
- 1985 : Legenda Serebryanogoozera (aussi scénariste)  (Gümüşgöl əfsanəsi)
- 1987 : Burulgan (aussi scénariste)  (Burulğan)
- 1990 : Taxribat (az) (aussi scénariste) (Təxribat)
- 1992 : Dostuma məktub (az)
- 2005 : Unudulmuş qəhrəman (az) (aussi coscénariste)
- 2006 : Girov (az) (aussi scénariste)
- 2006 : Heydər Əliyev. Dünyaya pəncərə (az)
- 2010 : İstanbul reysi (az) (aussi scénariste)
- 2013 : Dərvişin qeydləri (az) (aussi scénariste)

## Prix et honneurs
- Artiste du peuple de l'Azerbaïdjan[3]